# Diaulos

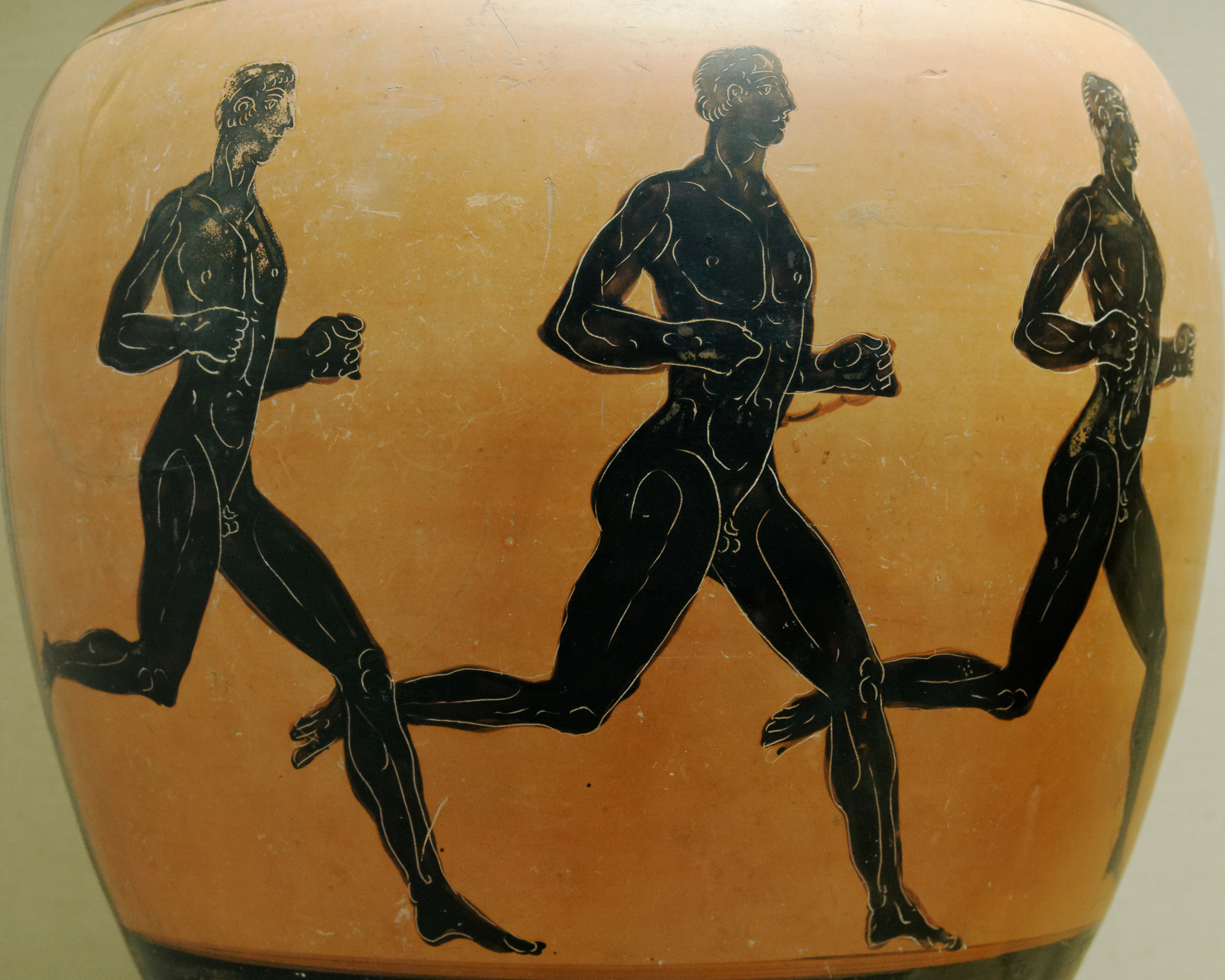
Trzej biegacze, strona B amfory panatenajskiej, styl czarnofigurowy, ok. 333–332 p.n.e., British Museum

Diaulos (gr. δίαυλος) – dyscyplina sportowa uprawiana w starożytnej Grecji, bieg rozgrywany na dystansie dwóch stadionów – „bieg tam i z powrotem”. Po raz pierwszy wprowadzony do programu XIV igrzysk olimpijskich w 724 p.n.e. Pierwszym zwycięzcą był Hypenos z Elidy.

## Opis
Jeden z czterech biegów rozgrywanych w starożytnej Grecji – obok biegu długodystansowego dolichos, biegu w zbroi – hopliodromos i sprintu – stadion.
Rozgrywano tylko jeden bieg z jednoczesnym udziałem do 20 zawodników – w Olimpii odkryto 20 miejsc startowych. Podczas igrzysk olimpijskich, nemejskich i istmijskich w biegu brali udział wyłącznie mężczyźni. Podczas igrzysk pytyjskich w biegu uczestniczyć mogli również chłopcy (gr. παῖς). Biegacze uprawiający diaulos musieli być bardziej wytrzymali niż sprinterzy, ale lżejsi niż hoplici biegający ten sam dystans w zbroi. Ich technika biegu różniła się od techniki sprinterów tym, że podczas biegu nie wspomagali się w tym samym stopniu ruchami ramion.
Zawodnik startował z kamiennej belki i po przebiegnięciu jednego stadionu zawracał za pachołkiem (gr. καμπτήρ) i biegł z powrotem – „bieg tam i z powrotem”. W Olimpii znaleziono jedno centralne miejsce na umieszczenie pachołka, co sugerowałoby, że wszyscy zawodnicy biegli do jednego pachołka. Natomiast inskrypcja odnaleziona w Delfach mówi o 36 pachołkach, co sugerowałoby, że każdy zawodnik biegł do swojego. Również znaleziska archeologiczne w Nemei przemawiają za tezą o wielu indywidualnych pachołkach.
Długość biegu była zależna od lokalizacji stadionu na którym się odbywał – stadion był równy 600 stopom, ale długość stopy była różna w różnych regionach Grecji:
- Olimpia (stadion 192,27 m[5]) – ok. 384,54 m
- Igrzyska pytyjskie w Delfach (stadion ok. 177,5 m[5]) – ok. 355,1 m
- Epidauros (stadion 181,3 m[5]) – ok. 362,6 m

## Historia
Konkurencja ta została wprowadzona po raz pierwszy do programu XIV igrzysk olimpijskich w 724 p.n.e. Pierwszym zwycięzcą był Hypenos z Elidy.

### Lista zwycięzców
Poniższa lista została stworzona na podstawie informacji w banku danych igrzysk olimpijskich Fundacji Świata Helleńskiego (gr. Ίδρυµα Μείζονος Ελληνισµού, (ΙΜΕ), ang. Foundation of the Hellenic World, (FHW)):
| Igrzyska | Rok        | Zwycięzca        | Miejsce pochodzenia |
| -------- | ---------- | ---------------- | ------------------- |
| 14.      | 724 p.n.e. | Hypenos z Elidy  | Pisa                |
| 22.      | 692 p.n.e. | Pantakles        | Ateny               |
| 29.      | 664 p.n.e. | Chionis          | Sparta              |
| 30.      | 660 p.n.e. | Chionis          | Sparta              |
| 31.      | 656 p.n.e. | Chionis          | Sparta              |
| 35.      | 640 p.n.e. | Kylon            | Ateny               |
| 65.      | 520 p.n.e. | Anochos          | Taras               |
| 67.      | 512 p.n.e. | Fanas            | Pellene             |
| 69.      | 504 p.n.e. | Tessalos         | Korynt              |
| 73.      | 488 p.n.e. | Astylos          | Kroton              |
| 74.      | 484 p.n.e. | Astylos          | Kroton              |
| 75.      | 480 p.n.e. | Astylos          | Syrakuzy            |
| 76.      | 476 p.n.e. | Dandes           | Argos               |
| 77.      | 472 p.n.e. | [...]ges         | Epidauros           |
| 78.      | 468 p.n.e. | Parmenides       | Paestum             |
| 96.      | 396 p.n.e. | Krokenas         | Larissa             |
| 119.     | 304 p.n.e. | Nikandros        | Elida               |
| 120.     | 300 p.n.e. | Nikandros        | Elida               |
| 121.     | 296 p.n.e. | Apollonios       | Aleksandria         |
| 129.     | 264 p.n.e. | Filinos          | Kos                 |
| 130.     | 260 p.n.e. | Filinos          | Kos                 |
| 131.     | 256 p.n.e. | Filinos          | Kos                 |
| 143.     | 208 p.n.e. | nieznany         | Argos               |
| 144.     | 204 p.n.e. | nieznany         | Argos               |
| 145.     | 200 p.n.e. | nieznany         | Argos               |
| 146.     | 196 p.n.e. | nieznany         | Argos               |
| 154.     | 164 p.n.e. | Leonidas         | Rodos               |
| 155.     | 160 p.n.e. | Leonidas         | Rodos               |
| 156.     | 156 p.n.e. | Leonidas         | Rodos               |
| 157.     | 152 p.n.e. | Leonidas         | Rodos               |
| 170.     | 100 p.n.e. | Nikokles         | Akriaj              |
| 177.     | 72 p.n.e.  | Hekatomnos       | Milet               |
| 190.     | 20 p.n.e.  | nieznany         | Milet               |
| 212.     | 69 n.e.    | Polites          | Karia               |
| 215.     | 81 n.e.    | Hermogenes       | Ksantos             |
| 216.     | 85 n.e.    | Hermogenes       | Ksantos             |
| 217.     | 89 n.e.    | Hermogenes       | Ksantos             |
| 229.     | 137 n.e.   | Aelius Granianos | Sikion              |
| 233.     | 153 n.e.   | Demetrios        | Kios                |